# Trautes Heim
Trautes Heim ist ein belgischer Spielfilm von Regisseur Benoît Lamy aus dem Jahr 1973. In den Hauptrollen spielen Jacques Perrin und Claude Jade.

## Handlung
Der Film schildert die Revolte in einem Brüsseler Altersheim. Von der Direktion wie Unmündige behandelt (Zapfenstreich um 21 Uhr, Formulare für jede Kleinigkeit, Dessert-Verbot beim Essen nach Aufmüpfigkeit). Als der „Heiminsasse“ und Ausreißer Jules in die Klapsmühle abgeschoben werden soll, verbarrikadieren sich die Alten auf dem Dach des Heimes. Claire, vorher willige Ergebene der Direktorin, übernimmt mit Sozialhelfer Jacques die Leitung des Heimes.
Als Identifikationsfigur für die jüngeren Generationen funktioniert die anfangs um Autorität ringende Pflegerin Claire, die wie ein Wachhund die Direktorin unterstützt und vor Denunziation nicht zurückschreckt. Nach der Entlassung des engagierten Sozialhelfers Jacques geläutert, hilft Claire den Alten und sorgt für die Aufdeckung einer Affaire zwischen Direktorin und Polizeichef. Am Ende übernehmen Claire und Jacques gemeinsam mit den Alten die Leitung des Heimes.

## Kritik
Lexikon des internationalen Films: Ein Unterhaltung und Sozialkritik geschickt verbindendes Erstlingswerk, ebenso ironisch und heiter im Stil wie originell im Stoff.

## Auszeichnungen
Das Spielfilmdebüt des Belgiers Benoît Lamy wurde auf mehreren Festivals mit vierzehn Preisen, u. a. in Montreal, Moskau, Cannes und Teheran, ausgezeichnet.